# Wabe (Fluss)
Der Wabe (auch Wabi, Uabi) ist ein von West nach Südwest fließender Fluss im südlichen Zentraläthiopien, der vollständig in der Gurage-Zone liegt.
Der Fluss ist ein ganzjährig wasserführender Fluss. Er ist ein wichtiger Nebenfluss des Omo auf der linken Seite und mündet in den deutlich größeren Gibe, von wo aus der Fluss als Omo weiterfließt. Der Fluss entspringt auf einer Höhe von 2850 m im Shewan-Hochland und mündet auf einer Höhe von 1060 m in den Omo.